# جوسارا (باهیا)
جوسارا (به پرتغالی: Jussara) یک منطقهٔ مسکونی در برزیل است که در باهیا واقع شده‌است. جوسارا ۱۵٬۲۶۲ نفر جمعیت دارد.